# Rudolf Heeger
Rudolf Heeger (* 25. April 1883 in Sternberg, Österreich-Ungarn; † 3. November 1939 in Mährisch-Ostrau) war deutschböhmischer Sozialdemokrat und Abgeordneter im tschechoslowakischen Parlament in Prag von 1920 bis 1938.

## Leben

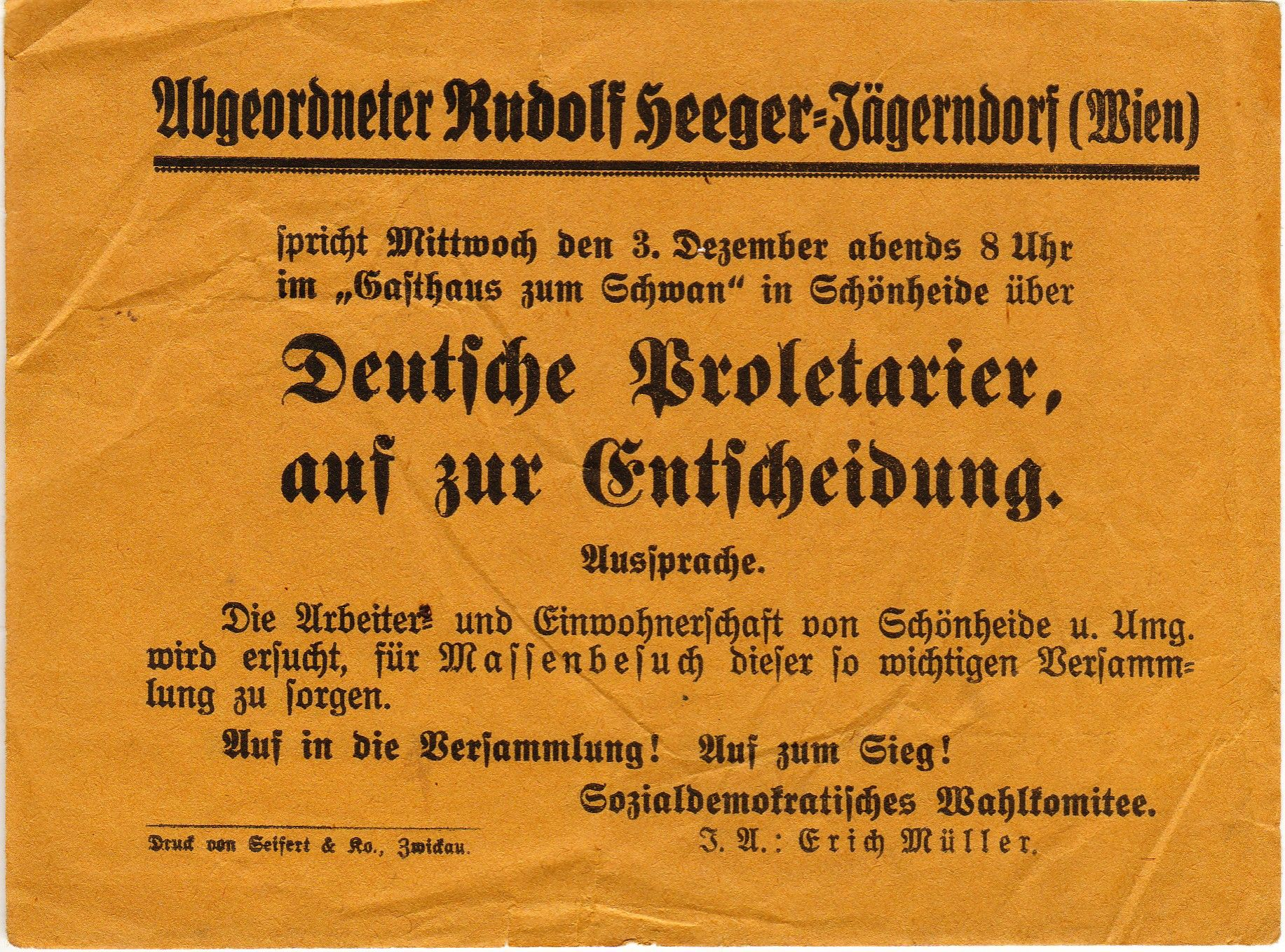
Rudolf Heeger als Redner auf einer Veranstaltung im Jahr 1924 in Schönheide (sächsisches Erzgebirge)

Rudolf Heeger wurde 1899 in seinem Heimatort Sternberg Mitglied der Jugendorganisation „Rote Nelke“ der sozialdemokratischen Partei in Österreich. Auf dem Gründungsparteitag der Deutschen Sozialdemokratischen Arbeiterpartei (DSAP) in der Tschechoslowakischen Republik vom 30. August bis 3. September 1919 in Teplitz war er zugegen. Er berichtete über die Zahl der Mitglieder, die 200.000 betragen habe. Er war von 1910 bis 1938 Parteisekretär und Redakteur, später Herausgeber der Zeitung „Volkspresse“, die Organ der DSAP für den Wahlkreis Mährisch-Ostrau-Troppau war. In der DSAP war er von der Gründung 1919 an Kreisvorsitzender, 1919/1920 und von 1935 bis 1938 Mitglied des Parteivorstands auf Landesebene, ab März 1938 stellvertretender Parteivorsitzender.
Nach seinem Umzug nach Jägerndorf war Heeger dort auch kommunalpolitisch aktiv. Von 1919 an war er Sekretär des Internationalen Metallarbeiterverbandes in Jägerndorf. Rudolf Heeger wurde 1920 Abgeordneter im tschechoslowakischen Parlament in Prag. Bei den Wahlen 1925 und 1929 erlangte er jeweils seinen Parlamentssitz erneut. Auch bei den Wahlen zum Parlament im Mai 1935 wurde er wiedergewählt und war einer der elf sozialdemokratischen Abgeordneten.
Auf der Internetseite des Parlaments der Tschechischen Republik sind verschiedene Aktivitäten Rudolf Heegers während seiner Zeit als Abgeordneter dokumentiert. Aus dem Jahr 1920 ist eine Interpellation wegen Gewaltakten im Bezirk Hultschin bekannt sowie eine weitere aus dem gleichen Jahr, als er zusammen mit anderen sozialdemokratischen Abgeordneten Gemeinderatswahlen und Wahlen zur tschechischen Nationalversammlung in Ostschlesien und dem Hultschiner Bezirk anmahnte. Diese Gebiete waren 1920 von Deutschland nach Tschechien umgegliedert worden.
Rudolf Heeger setzte sich im Parlament am 28. April 1936 in einer Rede mit Programm und Aktivitäten der Sudetendeutschen Partei, deren Vorsitzender Konrad Henlein war und die bei den Wahlen 1935 zahlreiche Mandate erhalten hatte, auseinander. Er warf dieser Partei vor, für sie gelte die Hitlerdiktatur als Demokratie, sie habe in ihrer eigenen Partei den „Totalitätsstandpunkt und das Führerprinzip eingeführt“. 1936 gab es einen fehlgeschlagenen Versuch, ihn als bekannten Gegner des Nationalsozialismus nach Deutschland zu entführen.
Nach der Angliederung des Sudetenlandes an Deutschland im Herbst 1938 verlor er sein Abgeordnetenmandat, zog nach Mährisch-Ostrau und gehörte zu den Deutschen, die Widerstand gegen Hitler leisteten. Im März 1939 kam er in Gestapo-Haft in Prag in das Gefängnis Pankrác, aus der er im gleichen Jahr entlassen wurde. Kurz danach starb er. Über seinen Tod berichtete Wenzel Jaksch Ende 1939 in einem Rundschreiben an die nach England emigrierten Sozialdemokraten aus dem Sudetenland. Auch im Informationsdienst Sozialistische Mitteilungen – News for German Socialists in England vom 1. Juli 1942 wird sein Schicksal behandelt. Bemühungen des in Schweden tätigen DSAP-Vorstands, ihm die Ausreise aus der besetzten Tschechoslowakei zu ermöglichen, kamen zu spät.
Über seinen Tod berichtet Mads Ole Balling:
Vor Entlassung aus einer neuen Gestapohaft wurden ihm drei Spritzen verabreicht, und Heeger war innerhalb weniger Tage ein todkranker Mann.